# Varzelândia
Varzelândia là một đô thị thuộc bang Minas Gerais, Brasil. Đô thị này có diện tích 803,909 km², dân số năm 2007 là 19137 người, mật độ 25,2 người/km².